# Гнила (притока Стрию)
Гнила́ — річка в Українських Карпатах, у межах Самбірського району Львівської області. Ліва притока Стрию (басейн Дністра). 

## Опис
Довжина 19 км, площа басейну 132 км². Річка типово гірська. Долина вузька і глибока. Річище слабозвивисте, кам'янисте, з багатьма перекатами і бистринами. 

## Розташування
Гнила бере початок на захід від села Карпатське, на північно-східних схилах Вододільного хребта. Тече в межах Стрийсько-Сянської Верховини переважно на північний схід, місцями на північ. Впадає до Стрию біля північної околиці села Нижнє Висоцьке. 
Основна притока: Яворівка. 
Над річкою розташовані села: Сигловате, Бітля, Ботивка, Нижнє Висоцьке. 